# Martial et Armand
Martial et Armand est une maison de couture créée à Paris en 1896 et disparue vers 1957.

## Parcours

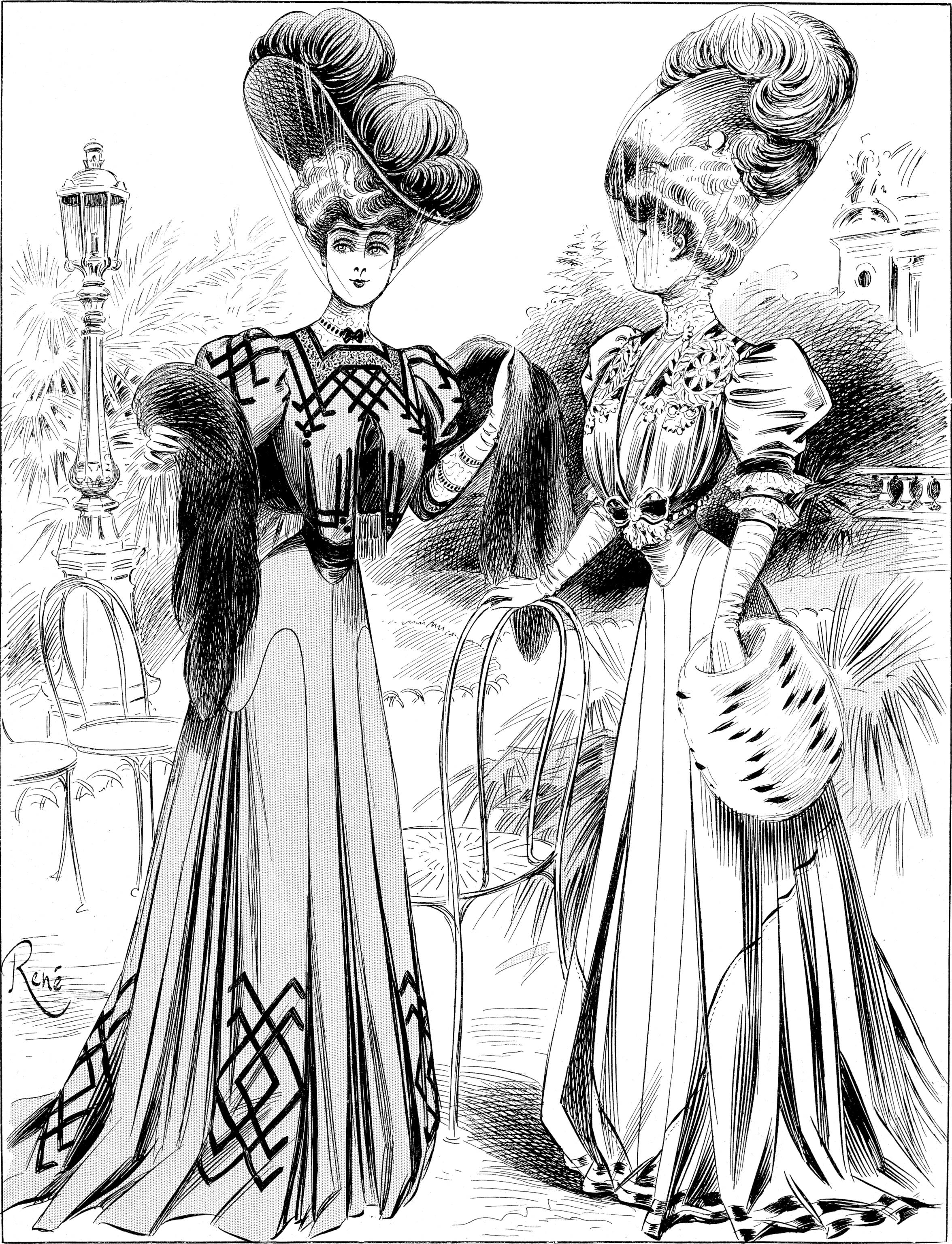
Deux modèles de robes (1905).

Un certain monsieur Armand ouvre une boutique appelée « Martial et Armand » à Paris en 1896 au 13 rue de la Paix et propose au départ de la lingerie fine. En 1902, sortent ses premiers modèles de robes : Armand apparaît dans un numéro du magazine La Mode en train de retoucher un modèle, aidé par son épouse. Quelques années plus tard, en 1906, la boutique déménage au 10 place Vendôme. Il commence à connaître un certain succès aux États-Unis où ses modèles s'exportent.
En 1916, la presse américaine s'interroge : « La maison Martial et Armand a toujours entretenu le mystère. Personne ne semble jamais avoir rencontré Martial. »
Dans les années 1920, il prend comme apprentie Pauline Trigère. 
Quelques modèles dessinés paraissent dans la Gazette du Bon Ton (1915, 1922, 1923).
Une gamme de parfums voit le jour : Un Rien et  Gardenia (1924) ; Mon Rêve (1925) ; Place Vendôme (1926) ; Chez Martial et Armand (1928) et Présence (1930).
Durant les années 1950, une boutique Martial et Armand est au 22 rue d'Aguesseau.